# Tezepir-Moschee

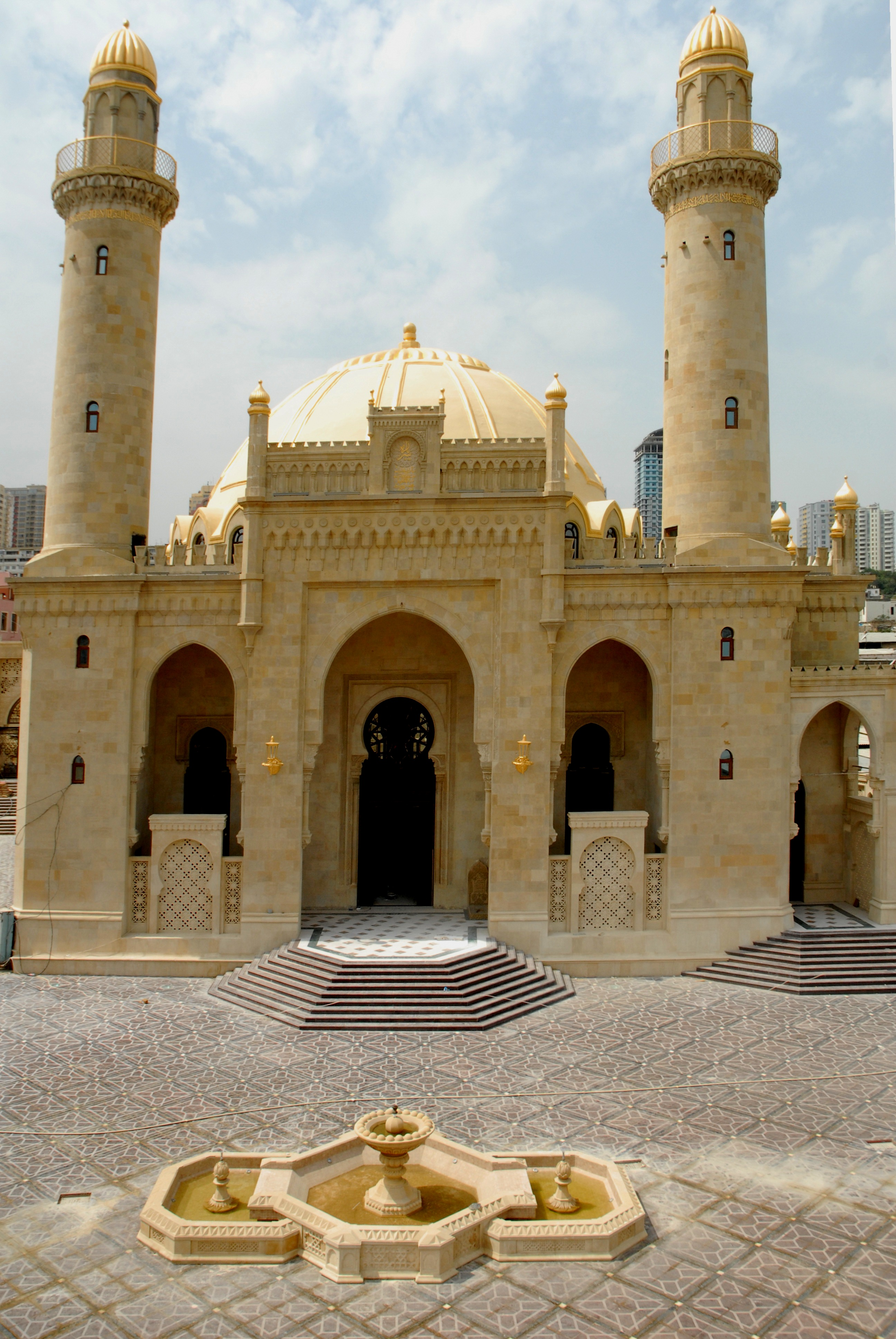
Tezepir-Moschee

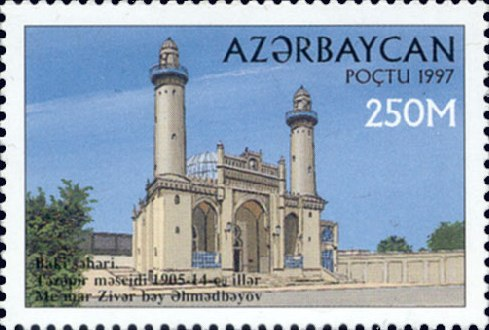
Tezepir-Moschee. Aserbaidschanische Briefmarke, 1997

Die Tezepir-Moschee (aserbaidschanisch Təzəpir məscidi) befindet sich in der aserbaidschanischen Hauptstadt Baku.

## Geschichte
Der Bau der Moschee begann im Jahr 1905, Architekt war Ziver bey Ahmadbeyov unter der Schirmherrschaft von Nabat Khanum Ashurbayova. Nach dem Tod des Patrons wurde der Bau unterbrochen. Bald jedoch konnte er durch die Unterstützung von Ashurbayovas Sohn fortgesetzt werden; schließlich wurde die Moschee 1914 fertiggestellt.
Nur drei Jahre nach der Eröffnung musste das Gotteshaus im Zuge der Oktoberrevolution im Jahr 1917 geschlossen werden. Über die Jahre diente die Moschee als Kino und als Scheune und schließlich von 1943 bis heute wieder als Moschee. Achund der Moschee ist derzeit der Großmufti des Kaukasus Allahşükür Paşazadə.

## Architektur
Der Innenraum der Moschee umfasst eine Fläche von 1400 m² und ist verziert mit Ornamenten aserbaidschanischer Malkunst sowie orientalischen Mustern. Der Mihrab und die Kuppel bestehen aus Marmor, während dekorative Elemente, die Spitzen der Minarette und Beschriftungen aus Gold sind. Die Kuppel, auf der sechsmal Lā ilāha illā ʾllāh(u), also der erste Teil des islamischen Glaubensbekenntnisses Schahāda, dargestellt ist, besteht aus Qızılqaya-Gestein. Fenster und Türen des Gebäudes sind aus Mahagoni.